# Csombárd
Csombárd é um município da Hungria, situado no condado de Somogy. Tem 8,99 km² de área e sua população em 2019 foi estimada em 265 habitantes.